# خمیران (بندر انزلی)
خُمیران، روستایی از توابع بخش مرکزی شهرستان بندر انزلی در استان گیلان ایران است. این روستای زیبا با چشم‌انداز تالاب بین‌المللی بندر انزلی یکی از زیباترین روستاهای ایران نیز هست.

## جمعیت
این روستا در دهستان چهارفریضه قرار دارد و براساس سرشماری مرکز آمار ایران در سال ۱۳۸۵، جمعیت آن ۴۰۵ نفر (۱۳۱خانوار) بوده‌است.